# Jacques Gougenot
Jacques Gougenot, né le 26 février 1895 à Saint-Voir (Allier) et mort le 24 avril 1961 à Roanne (Loire), est un homme politique français.

## Biographie
Il adhère à la SFIO en 1910, à l'âge de 15 ans. 
Il prit part à la Première Guerre mondiale dans le 112e régiment d'infanterie. Il fut blessé deux fois, en 1916 et 1917, à Verdun. 
À l'issue de la Première Guerre mondiale, à la démobilisation, Jacques Gougenot arrive à Roanne, comme agent de la SNCF, le 31 janvier 1919. Il y sera un militant actif. Il quittera l'entreprise comme contrôleur principal des installations électriques, avec la médaille d'honneur de la SNCF.
Lors de la Seconde Guerre mondiale, dès qu'il est suspendu de ses fonctions par le gouvernement de Vichy, il entra dans la résistance intérieure française au sein du réseau « Résistance-Fer », et il termina la guerre comme membre du comité de Libération de Roanne.
Le 8 octobre 1921, il épouse Marie Prat (1896 – 1984). Ils ont une fille : Simone (1924 – 2015) et trois petits enfants : Hervé, Philippe, Agnès. 
(Le Progrès, édition du 26 avril 1961, consultable à la médiathèque de Roanne).

### Quelques décisions de sa carrière de maire de Roanne
- 1954 : Contribution au syndicat d'initiative du Roannais pour la construction du pavillon du tourisme ; construction d'un bloc polyclinique à l'hôpital de Roanne.
- 1956 : Édification des groupes scolaires de la Livatte et du Mayollet.
- 1957 à 1959 : Mise en place du projet de l'hôtel des postes, rue Alexandre-Roche, dont les travaux ont débuté le 8 octobre 1959.
- 1956 et 1959 : Il fut le promoteur fervent du jumelage de Roanne avec la ville de Reutlingen en Allemagne et avec la ville de Nuneaton en Grande-Bretagne.

## Mandats

### Mandats locaux
- 5 mai 1936 - 30 octobre 1940 : conseiller municipal de Roanne
- 22 août 1944 - 29 septembre 1944 : conseiller municipal de Roanne
- 30 septembre 1944 - 28 avril 1945 : 1er adjoint au maire de Roanne
- 29 avril 1945 - 5 mai 1945 : conseiller municipal de Roanne
- 6 mai 1945 - 18 octobre 1947 : 6e adjoint au maire de Roanne
- 19 octobre 1947 - 25 octobre 1947 : conseiller municipal de Roanne
- 26 octobre 1947 - 23 août 1952 : 2e adjoint au maire de Roanne
- 24 août 1952 - 22 mars 1959 : maire de Roanne

## Décorations

### Décorations officielles
- Croix de guerre 1914-1918 (ancien de la bataille de Verdun, ses palmes ornent son tombeau).
- Médaille interalliée 1914-1918.
- Médaille de la Résistance française (par décret du 3 août 1946).
- Médaille militaire (par décret du 5 novembre 1951).
- Médaille d'honneur des chemins de fer.

## Hommage
Depuis 1999, une rue de Roanne, inaugurée par Jean Auroux, porte son nom.